# Velia caprai
Velia caprai — водяной клоп, называемый также «водяной сверчок», из рода Велии одноимённого семейства. Обитает в Европе. Достигает 8,5 мм. Для этого вида был описан клептопаразитизм. Рыбы избегают поедать его из-за вырабатываемого клопом отталкивающего химического соединения. Интересной особенностью клопа является его способность выплёвывать на поверхность воды слюну, которая снижает окружающее поверхностное натяжение воды и помогает насекомому передвигаться в два раза быстрее.

## Описание
Velia caprai достигает 6,2-8,5 мм.  В целом представители семейства Велии напоминают водяных клопов семейства Водомерки, но отличаются бо́льшей шириной тела и более тяжёлой комплекцией.